# John Cothran
John Cothran Jr.  es un actor de televisión.

## Biografía
En 1997 John se casó con la actriz y directora americana Judyann Elder.

## Carrera
En 1990 se unió al elenco de la serie Brewster Place donde dio vida a Ralph Thomas, hasta el final de la serie ese mismo año.
En 1997 dio vida a Dennis Gant Sr., el padre del cirujano interno Dennis Gant (Omar Epps) en la popular serie médica ER.
En 1999 apareció en el episodio "Voice of an Angel" de la popular serie Touched by an Angel donde dio vida a Keegan, anteriormente había aparecido por primera vez en la serie en 1998 donde interpretó a Jackson durante el episodio "Redeeming Love".
En el 2001 apareció como invitado en la primera temporada de la exitosa serie norteamericana 24 donde interpretó al sargento Kiley, un oficial del departamento de policía de Los Ángeles.
En el 2003 apareció como invitado en la popular serie Charmed donde dio vida al mayor Cecil, una luz blanca y miembro del consejo de los mayores durante el episodio "Oh My Goddess!: Part 1" de la quinta temporada de la serie.
En el 2008 apareció en dos episodios de la popular serie Grey's Anatomy donde interpretó a Ken Monroe, el padre de la paciente Beth Monroe (Jurnee Smollett).
En 2009 dio vida al reverendo Tom Sanders en el cuarto episodio de la séptima temporada de la serie Cold Case. El actor Dig Wayne interpretó al reverendo Sanders cuando era joven durante el año 1970.
En 2010 apareció en el episodio "War" de la serie médica Private Practice donde interpretó al juez Albert Longmuir.
En el 2012 dio vida al juez Melvin Ward en dos episodios de la serie Harry's Law.
En 2015 se unió al elenco recurrente de la serie Murder in the First donde interpretó al capitán Ernie Knubbins.
En el 2016 se unió al elenco recurrente de la tercera temporada de la serie The Last Ship donde interpreta al nuevo presidente de los Estados Unidos, Howard Oliver, después de que el presidente Jeffrey "Jeff" Michener (Mark Moses) se quitara la vida, hasta ahora.

## Filmografía

### Series de televisión
| Año             | Título                         | Personaje             | Notas                                         |
| --------------- | ------------------------------ | --------------------- | --------------------------------------------- |
| 2016 - presente | The Last Ship                  | Pdte. Howard Oliver   | 5 episodios                                   |
| 2015            | Murder in the First            | Capt. Ernie Knubbins  | 12 episodios                                  |
| 2014            | Revenge                        | Kern                  | episodio "Atonement"                          |
| 2013            | Eagleheart                     | Lamar Whitley         | episodio "Whitley"                            |
| 2013            | NCIS: Los Angeles              | Eddie                 | episodio "Impact"                             |
| 2012            | CSI: NY                        | Dr. Kevin Phillips    | episodio "Unspoken"                           |
| 2012            | Harry's Law                    | Melvin Ward           | 2 episodios                                   |
| 2012            | Awake                          | Curtis Wilson         | episodio "Slack Water"                        |
| 2012            | Eastbound & Down               | Entrenador de Beisból | 6 episodios                                   |
| 2012            | NCIS                           | Alfred Holbrook       | episodio "The Missionary Position"            |
| 2010            | Outlaw                         | Archibald Breech      | 2 episodios                                   |
| 2010            | Private Practice               | Albert Longmuir       | episodio "War"                                |
| 2009            | Cold Case                      | Rev. Tom Sanders      | episodio "Soul"                               |
| 2008            | The Oaks                       | Tom                   | episodio "Pilot"                              |
| 2008            | Grey's Anatomy                 | Ken Monroe            | 2 episodios                                   |
| 2008            | Medium                         | Juez Brock            | 2 episodios                                   |
| 2006 - 2007     | Shark                          | Juez Perry Webb       | 3 episodios                                   |
| 2006 - 2007     | Close to Home                  | Juez Horton           | 3 episodios                                   |
| 2004            | JAG                            | Det. Danville Morris  | episodio "There Goes the Neighborhood"        |
| 2004            | Without a Trace                | Peter Smalley         | episodio "Doppelgänger: Part 2"               |
| 2004            | Monk                           | Warden Christie       | episodio "Mr. Monk Goes to Jail"              |
| 2003            | Star Trek: Enterprise          | Gralik Durr           | episodio "The Shipment"                       |
| 2001, 2003      | The Division                   | Abogado               | 2 episodios                                   |
| 2003            | Charmed                        | Mayor Cecil           | episodio "Oh My Goddess!: Part 1"             |
| 2003            | NYPD Blue                      | Rev. Harrison Walker  | episodio "Off the Wall"                       |
| 2002, 2003      | The West Wing                  | Asesor Civil          | 2 episodios                                   |
| 2002            | Providence                     | -                     | episodio "The Heart of the Matter"            |
| 2002            | For the People                 | Ministro Hardy        | episodio "To DNA or Not to DNA"               |
| 2002            | Family Law                     | Frank Morgan          | episodio "Admissions"                         |
| 2001            | Philly                         | Juez Franklin Tate    | 2 episodios                                   |
| 2001            | 24                             | Sargento Kiley        | episodio "3:00 a.m.-4:00 a.m."                |
| 2001            | Judging Amy                    | Ernest Lowry          | episodio "Look Closer"                        |
| 2000            | City of Angels                 | Leon Matthews         | episodio "Ax and You Shall Receive"           |
| 1999            | Touched by an Angel            | Keegan                | episodio "Voice of an Angel"                  |
| 1999            | The Norm Show                  | Locutor               | episodio "Laurie Runs for Office"             |
| 1999            | General Hospital               | Judge Phelps          | episodio del 7 de mayo                        |
| 1999            | The Practice                   | Chris Patterson       | episodio "Lawyers, Reporters and Cockroaches" |
| 1999            | The Pretender                  | Earl Dupree           | episodio "Pool"                               |
| 1999            | Becker                         | Ed                    | episodio "Physician, Heal Thyself"            |
| 1998            | Felicity                       | Mr. Tyler             | episodio "Thanksgiving"                       |
| 1998            | Mercy Point                    | -                     | episodio "Last Resort"                        |
| 1998            | The Good News                  | Charles               | episodio "Love, Honor & Obey"                 |
| 1997            | Almost Perfect                 | Reverendo Mackie      | episodio "Gimme Shelter"                      |
| 1997            | Brooklyn Sur                   | Wendell Ford          | 2 episodios                                   |
| 1997            | Suddenly Susan                 | O'Rourke              | episodio "What a Card"                        |
| 1997            | Sparks                         | Horace                | episodio "Hoop Schemes"                       |
| 1997            | Martin                         | Mr. Willie            | episodio "Ain't That About a Ditch"           |
| 1997            | ER                             | Dennis Gant, Sr.      | episodio "Post Mortem"                        |
| 1995            | Dave's World                   | Camarero              | episodio "Leave a Mystery at the Beep"        |
| 1995            | The Fresh Prince of Bel-Air    | Ministro              | episodio "For Whom the Wedding Bells Toll"    |
| 1995            | Seinfeld                       | Hombre                | episodio "The Diplomat's Club"                |
| 1995            | The Marshal                    | Miller Duval          | episodio "Little Odessa"                      |
| 1994            | On Our Own                     | Oficial Hughes        | episodio "Bonnie Is Really Clyde"             |
| 1994            | Picket Fences                  | Walter                | episodio "The Bus Stops Here"                 |
| 1994            | Star Trek: Deep Space Nine     | Telok                 | episodio "Crossover"                          |
| 1994            | Viper                          | Vance                 | episodio "Safe as Houses"                     |
| 1993            | Black Tie Affair               | Felton                | episodio "One"                                |
| 1993            | Star Trek: The Next Generation | Capitán Nu'Daq        | episodio "The Chase"                          |
| 1992            | Reasonable Doubts              | JoJo                  | episodio "Self Defense"                       |
| 1992            | Civil Wars                     | Alex Buckley Jr.      | episodio "His Honor's Offer"                  |
| 1991            | Home Improvement               | Phil                  | episodio "Pilot"                              |
| 1991            | Who's the Boss?                | Conductor             | episodio "The Road to Washington: Part 1"     |
| 1991            | Equal Justice                  | Jameel Kimball        | episodio "Without Prejudice"                  |
| 1990            | Brewster Place                 | Ralph Thomas          | 11 episodios                                  |
| 1990            | Wiseguy                        | Daryl Jenkins         | episodio "Dead Right"                         |

### Películas
| Año  | Título  | Personaje | Notas |
| ---- | ------- | --------- | --- |
| 2008 | Yes Man | Tweed     | junto a Jim Carrey, Zooey Deschanel, Bradley Cooper, John Michael Higgins, Danny Masterson, Fionnula Flanagan y Terence Stamp |

### Productor
| Año  | Título        | Notas                       |
| ---- | ------------- | --------------------------- |
| 2013 | A Private Act | corto - productor ejecutivo |

### Videojuegos
| Año  | Título             | Personaje                   | Notas                             |
| ---- | ------------------ | --------------------------- | --------------------------------- |
| 2013 | Grand Theft Auto V | Población Local             | prestó su voz para los personajes |
| 2005 | Madagascar         | Maurice / Conductor del SUV | prestó su voz para los personajes |
| 1996 | Star Trek: Borg    | Dr. Bennington Biraka       | prestó su voz para el personaje   |
| 1996 | Star Trek: Klingon | -                           | -                                 |

### Teatro
| Año  | Obra                       | Personaje | Director (a)   | Teatro                  | Notas                                            |
| ---- | -------------------------- | --------- | -------------- | ----------------------- | ------------------------------------------------ |
| 2005 | Othello                    | Othello   | Jane Page      | -                       | junto a Matthew Penn y Elliot C. Villar          |
| 1986 | Free Advice from Prague    | Vanek     | Kyle Donnelley | Northlight Theatre      | junto a Gary Houston, Tom Amandes y Kathy Taylor |
| 1978 | Ceremonies in Dark Old Men | -         | -              | Victory Gardens Theater | -                                                |
| -    | Two Trains Running         | Sterling  | -              | -                       | -                                                |

## Premios y nominaciones
| Año  | Categoría                                 | Premio                 | Obra                       | Resultado |
| ---- | ----------------------------------------- | ---------------------- | -------------------------- | --------- |
| -    | Best Portrayal in a Theatrical Production | Helen Hayes Award      | Two Trains Running         | Nominado  |
| 1978 | Best Actor in a Supporting Role in a Play | Joseph Jefferson Award | Ceremonies in Dark Old Men | Nominado  |